# Barbara Waltersová
Barbara Waltersová (25. září 1929 Boston – 30. prosince 2022 New York) byla americká moderátorka zpravodajských a publicistických pořadů. Proslavila se zvláště v talk show The View. Třikrát získala cenu Emmy (1975, 2003, 2009)

## Život
V první polovině 50. let nastoupila do televizní stanice WNBT-TV v New Yorku (součást sítě NBC). Začínala v oddělení marketingu, ale brzy začala produkovat čtvrthodinový pořad pro děti nazvaný Ask the Camera. Televizi však opustila za dramatických okolností, když ji její šéf obtěžoval a posléze napadl jejího partnera. Připravovala poté reportáže pro The Morning Show na CBS, aniž by však byla na obrazovce. Na čas pak přešla do tištěných médií, pracovala pro měsíčník pro ženy Redbook, ale v roce 1961 se vrátila do televize NBC. Připravovala v různých pozicích ranní magazín The Today Show a postupně se vypracovala na tzv. Today Girl, která v ranní show oznamuje počasí a různé zajímavosti. Postupně začala točit i reportáže a stále více se zabývala i politikou. Průlom v její kariéře přinesly její reportáže z návštěvy manželky prezidenta Kennedyho Jacqueline v Indii. Její popularita vzrostla a v pořadu tudíž získala více prostoru a nakonec povýšila na spolumoderátorku. Pro Morning Show pracovala až do roku 1976. Tehdy jí televize ABC nabídla, aby společně s Harrym Reasonerem uváděla večerní zprávy – Evening News. Šlo o historický průlom – stala se první ženou, která v americké televizi tento post zastávala. V roce 1979 začala uvádět a produkovat nový pořad – zpravodajský magazín 20/20. Pořad existoval do roku 2004. Od roku 1997 začala spolumoderovat v Americe velmi populární každodenní dopolední talkshow The View, spolu s Whoopi Goldbergovou, Joy Beharovou, Elisabeth Hasselbeckovou a Sherri Shepherovou. Krom toho pro ABC dělala tzv. velké rozhovory. Počínaje Richardem Nixonem vyzpovídala všechny americké prezidenty. Mezi jejími respondenty bylo i mnoho významných osobností ze světa: egyptský prezident Anvar as-Sádát, izraelský premiér Menachem Begin, íránský šáh Muhammad Rezá Pahlaví, ruští prezidenti Boris Jelcin a Vladimir Putin, britská premiérka Margaret Thatcherová, kubánský vůdce Fidel Castro, venezuelský prezident Hugo Chávez, syrský prezident Bašár al-Asad, jihoafrický prezident Nelson Mandela, indická premiérka Indira Gándhíová i český prezident Václav Havel. Zdaleka nejsledovanější byl ovšem její rozhovor s Monikou Lewinskou v době Aféry Lewinská. 78 milionů diváků je v USA dodnes rekordem. V červnu 2007 získala Waltersová v Hollywoodu svou hvězdu na chodníku slávy.